# Московский рынок (Санкт-Петербург)
Московский рынок — здание в стиле советского модернизма. Расположен в Московском районе Санкт-Петербурга, современный адрес дома — улица Решетникова, 12.
Постройка рынка была обусловлена тем, что государство не справлялось с обеспечением горожан через магазины самостоятельно; но в начале советской эпохи рынки считались временной мерой и с 1930-х годов им не уделялось внимания. Позднее, после смерти Сталина, в сентябре 1953 года было принято постановление о снижении сельскохозяйственного налога и увеличении приусадебных участков, в декабре было принято решение о строительстве новых крытых рынков.
Строительство освещённых рыночных залов без лишних перегородок стало возможным с появлением металлических конструкций в сочетании с остеклением, так было проще следить за соблюдением санитарных правил. Железобетонные своды позволили делать большие пролёты.

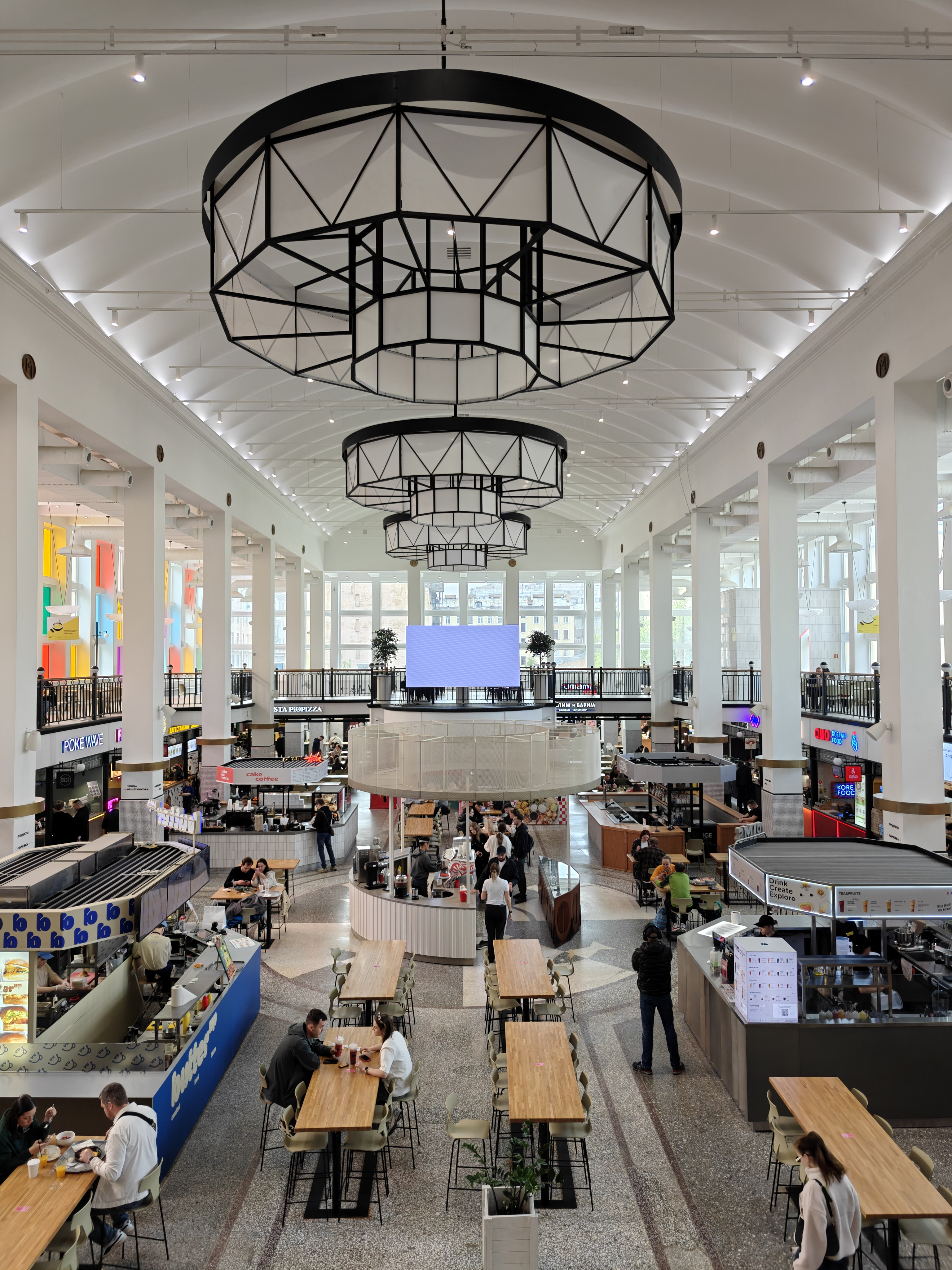
Интерьеры 2025 года

При проектировании новых рынков мастерская Сергея Евдокимова использовала стеклоблоки (согласно подсчётам, вдвое более дешёвые, чем окна с той же площадью). К нововведениям при строительстве новых рынков также относились своды из армоцемента, более упругого, чем обычный железобетон.
Рассчитанный на 400 рабочих мест Московский рынок проектировал Олег Голынкин, инженеры А. Морозов и В. Ильина. «Вечерний Ленинград» назвал его крупнейшим колхозным рынком города и первым «стеклянным» рынком, освещённом при том, что в нём нет окон; в современной постройке стеклоблоки заменены на стеклопакеты. Армоцементные своды перекрыли 15-метровый пролёт, так как это не так много, у рынка сохранилась галерейная структура. По низу фасада здания идёт облицованный бетонными плитками наподобие рустов цоколь, поверху сделано подобие дорического фриза с колечками. Стыки между вертикальными рядами панелей стеклоблоков создают подобие колонн.
В разных источниках указываются разные даты открытия рынка — 1954, 1958 годы.